# Vilhelmine Møller
Frederikke Vilhelmine Møller (født 8. oktober 1845 i København, død 24. december 1936 i Vangede) var en dansk interkønnet seksualforbryder og barnemorder, der arbejdede som børnehjemforstanderinde. I 1907 skiftede hun navn til Frederik Vilhelm Schmidt.
Hun var datter af metal- og kunstdrejer Christian Frederik Møller. (ca.1816 – ca. 1856) og Caroline Wilhelmine Hansen (ca. 1826-1922).
Den agtede børnehjemforstanderinde Vilhelmine Møller tilstod i 1893 at have myrdet Volmer Sjøgren (født 1878 i Esbjerg), en dreng på børnehjemmet Kana på Østerbro, som hun var leder af, for at skjule, at hun havde et seksuelt forhold til ham.
Under sagen mod hende blev hun undersøgt af en psykiater og en fødselslæge, som konstaterede, at hun var interkøn, og grundet hendes kønsorganers udseende valgte man at ændre hendes kønsudtryk og navn og overflytte hende til et mandefængsel.
Efterfølgende tiltaltes hun som en mand, Vilhelmi Møller. Drabssagen nåede i 1894 til Højesteret, hvor forsvaren procederede for en mild dom pga. usikkerheden om den tiltaltes køn, men domfældelsen lød på dødsstraf. Domfældelsen fandt således sted kun få år efter henrettelsen af Jens Nielsen (1892), men Vilhelmi Møllers dom blev ikke eksekveret og i stedet administrativt omstødt til livsvarigt tugthus. I 1905 blev hun benådet af kong Christian 9.
Efter sin løsladelse blev Vilhelmi Møller den 20. december 1905 gift med Agnes Anna Margretha Juliane Larsen, datter af korporal Rasmus Larsen og Marie Schmidt. Agnes havde været fangevogter under Vilhelmis fængselsophold.
I medicinhistorien regnes Vilhelmine Møller som den første i Danmark, der ændrede køn. Det er uvist, hvordan Møller personligt identificerede sig kønsmæssigt.